# فيسنتي تي مندوزا
فيسنتي تي مندوزا (بالإسبانية: Vicente T. Mendoza)‏ هو عالم موسيقى وأستاذ جامعي مكسيكي، ولد في 27 يناير 1894 في Cholula, Puebla ‏ في المكسيك، وتوفي في 27 أكتوبر 1964 في مدينة مكسيكو في المكسيك.